# Biocombustibil
Biocombustibilii sau biocarburanții (termen întâlnit mai mult în textele legislative traduse) sunt combustibilii lichizi sau gazoși utilizați pentru transport, produși din biomasă.

## Lista produselor considerate biocombustibili
Lista produselor considerate biocombustibili cuprinde cel puțin următoarele:
- a) bioetanol - etanol produs din biomasă și/sau fracția biodegradabilă a deșeurilor, în vederea utilizării ca biocombustibil;
- b) biodiesel - ester metilic, de calitatea motorinei, produs din ulei vegetal sau animal, în vederea utilizării ca biocombustibil;
- c) biogaz - carburant gazos produs din biomasă și/sau din partea biodegradabilă a deșeurilor, care poate fi purificat până ajunge la calitatea gazului natural, în vederea utilizării ca biocombustibil sau gaz de lemn;
- d) biometanol - metanol extras din biomasă, în vederea utilizării ca biocombustibil;
- e) biodimetileter - dimetileter extras din biomasă, în vederea utilizării ca biocombustibil;
- f) bio-ETBE (etil-tert-butil-eter) - ETBE produs pe bază de bioetanol. Procentajul volumic de bio-ETBE, calculat ca biocombustibil, este de 47%;
- g) bio-MTBE (metil-tert-butil-eter) - carburant produs pe bază de biometanol. Procentajul volumic de bio-MTBE, calculat ca biocombustibil, este de 36%;
- h) biocarburanți sintetici - hidrocarburi sintetice sau amestecuri de hidrocarburi sintetice, care au fost extrase din biomasă;
- i) biohidrogen - hidrogen extras din biomasă și/sau din partea biodegradabilă a deșeurilor, în vederea utilizării ca biocombustibil;
- j) ulei vegetal pur - ulei produs din plante oleaginoase prin presare, extracție sau procedee comparabile, brut ori rafinat, dar nemodificat din punct de vedere chimic, în cazul în care utilizarea sa este compatibilă cu un tip de motor și cu cerințele corespunzătoare privind emisiile.